# لکس مایستاتیس
لکس مایستاتیس ((به لاتین: lex maiestatis)) شامل چندین قانون روم باستان در طول دوره‌های جمهوری‌خواهی و امپراتوری است که به جنایات علیه مردم، دولت یا امپراتور روم می‌پردازد.